# Pseudocyclosorus
Pseudocyclosorus är ett släkte av kärrbräkenväxter. Pseudocyclosorus ingår i familjen Thelypteridaceae.

## Dottertaxa tillPseudocyclosorus, i alfabetisk ordning[1]
- Pseudocyclosorus angustipinnus
- Pseudocyclosorus camerounensis
- Pseudocyclosorus canus
- Pseudocyclosorus cavaleriei
- Pseudocyclosorus damingshanensis
- Pseudocyclosorus dehuaensis
- Pseudocyclosorus emeiensis
- Pseudocyclosorus esquirolii
- Pseudocyclosorus falcilobus
- Pseudocyclosorus fugongensis
- Pseudocyclosorus furcatovenulosus
- Pseudocyclosorus gongshanensis
- Pseudocyclosorus guangxianensis
- Pseudocyclosorus guangxiensis
- Pseudocyclosorus jijiangensis
- Pseudocyclosorus johannae
- Pseudocyclosorus latilobus
- Pseudocyclosorus linearis
- Pseudocyclosorus lushanensis
- Pseudocyclosorus lushuiensis
- Pseudocyclosorus obliquus
- Pseudocyclosorus ochthodes
- Pseudocyclosorus ornatipes
- Pseudocyclosorus paraochthodes
- Pseudocyclosorus pectinatus
- Pseudocyclosorus pseudofalcilobus
- Pseudocyclosorus pseudorepens
- Pseudocyclosorus pulcher
- Pseudocyclosorus qingchengensis
- Pseudocyclosorus shuangbaiensis
- Pseudocyclosorus stramineus
- Pseudocyclosorus subfalcilobus
- Pseudocyclosorus submarginalis
- Pseudocyclosorus tenggerensis
- Pseudocyclosorus tibeticus
- Pseudocyclosorus torrentis
- Pseudocyclosorus tsoi
- Pseudocyclosorus tylodes
- Pseudocyclosorus xinpingensis